# Berkhout
Berkhout – wieś w Holandii, w prowincji Holandia Północna, w gminie Koggenland. Graniczy od wschodu z miastem Hoorn.

## Historia
Pierwsza wzmianka o wsi pochodzi z 1311 z relacji komornika, który wymienia ją jako Berchout. W 1803 miejscowość zyskała rangę gminy, w skład której wchodziły również wsie: De Goorn, Baarsdorpermeer, część Spierdijk i większość wsi Bobeldijk. W 1929 z gminy wyłączono miejscowość Zuidermeer, w związku ze zbudowaniem w niej kościoła. W 1979 całą gminę włączono w skład gminy Wester-Koggenland, która w 2007 została wchłonięta przez nowo utworzoną gminę Koggenland.

## Populacja
Źródło: